# 黄永勝
黄永勝（こう えいしょう、簡体字：黄永胜、本名：黄叙全、1910年11月17日 - 1983年4月26日）は、中華人民共和国の軍人。上将。文化大革命中の総参謀長、党中央軍事委員会委員を歴任し、1971年9月の林彪国防部長の失脚と同時に失脚した。

## 略歴
1910年11月17日に清の湖北省咸寧県に誕生した。1927年6月に国民革命軍第2方面軍総指揮部警衛団に入隊し、同年9月に湘贛辺界秋收起義に参加して井岡山に辿り着いた。この時敵を撃退した功績により、毛沢東により叙全から永勝に改名された。同年12月に中国共産党に入党し、中国工農紅軍第4軍の排（小隊）長、紅12軍の連（中隊）長、中央革命軍事委員会特務営（大隊）営長、紅1師第3団（連隊）団長、紅2師師長を歴任し、中央ソビエト区の対「囲剿」と長征に参加した。1933年に中華ソビエト共和国政府から三等紅星奨章を授与された。1937年7月に始まった日中戦争では八路軍晋察冀軍区第3分区副司令員、司令員、陝甘寧晋綏連防軍教導第2旅旅長を歴任した。
国共内戦の時に熱河軍区、熱遼区司令員を務め、林彪が指揮する東北民主連軍の第8縦隊司令員となった。1949年後半からは東北野戦軍、第45軍軍長、第14・第13兵団副司令員を歴任し、遼瀋戦役、平津戦役及び衡宝戦役などの戦役に参加した。
1950年から第13兵団司令員、第15兵団司令員兼広東軍区副司令員、華南軍区、中南軍区副司令員、広州軍区司令員（任期：1955年4月 - 1968年3月）などを歴任した。1953年5月に中国人民志願軍第19兵団司令員として朝鮮戦争に参加し、1955年に上将の階級を授与される。1956年9月に第8回中央候補委員（1968年に中央委員に昇格）となる。

### 文化大革命
1967年4月に広州軍区司令員だった黄永勝は北京に赴いた際に林彪に扇動され、帰隊後に政治委員劉興元と共に広州軍区幹部の弾圧を開始した。また「広東地下党」をでっち上げ、7,200人以上を迫害した。
1968年3月に人民解放軍総参謀長兼軍政大学校長、党中央軍事委員会委員（弁事組組長）に抜擢され、1969年4月に党第9回大会で第9期中央委員、中央政治局委員、第3回国防委員会委員に選出された。総参謀長在任時に林彪の内意の下、その身分を利用して数人の軍事委員会副主席の文書を停止し、同委員会の全印章を回収した。また792件の冤罪をでっち上げ、839人（その内軍級以上52人）を迫害した。
同時に黄永勝は林彪の指示の下、他の人民解放軍元老に対する攻撃を始めた。1967年11月に聶栄臻を「華北山頭主義」として誣告し、「大転回する時毎に、主席の正確な路線に反対する者が出てくる・・・。聶栄臻の輩も、何も良いことをしなかった。これらの者はあきらめきれずに適当な時期を見て、手柄を取ろうとするだろう。」と語った。
1968年5月に賀竜事件に関して、「賀事件は重要だ。彼は、大土匪、大軍閥、大陰謀家だ」とし、賀竜が送った8通の訴状を黙殺した。同年8月に黄永勝と呉法憲は羅瑞卿事件に関して会議を招集し、「羅瑞卿は、大極悪な反革命分子で、十分に狡猾、悪を極めている」と誣告した。黄永勝は自殺未遂で左足を負傷していた羅瑞卿の手術治療報告に「同意」すると同時に、彼が不断の審問と闘争を続けて秋まで手術を待つことを讃え、彼が義肢を付ける機会を失わせた。彭徳懐事件の処理においても、黄永勝は扇動の役割を果たした。

### 失脚
1971年9月24日に総参謀長、党中央政治局委員などから解任された。後任は長く任命されず、後任の鄧小平が就任したのは1975年1月であった。1973年8月に党から除籍され、1981年1月25日に最高人民法院特別法庭によって林彪・江青反革命集団事件の主犯と確認され、懲役18年・政治的権利剥奪5年を言い渡された。
黄永勝は以前から女性関係に問題があったとされ、特に文革中林彪の妻の葉群との関係を妻の項輝芳に知られるところとなった。裁判終了後、項輝芳は黄永勝と離婚した。
1981年9月に病気治療のため仮釈放（保外就医）され、青島に居住したが、1983年4月26日に青島にてガンによって死去した。
仮釈放後まもなく逝去したため自伝・回想録は無いが、子の黄正が伝記『軍人永勝』を香港・新世紀出版社から出版している（2011年）。戦争期の記述が中心だが、生前に黄正が聞いた林彪事件に関する黄永勝の談話も部分的に収録され、他の林彪グループ将軍と同様に林彪への賞賛と自己の冤罪を強く訴えている。

## 叙勲
1955年に一級八一勲章、一級独立自由勲章、一級解放勲章を受章。